# Пински, Роберт
Ро́берт Пи́нски (Robert Pinsky; 20 октября 1940 года, Лонг-Бранч, Нью-Джерси, США) — американский поэт, эссеист, литературный критик, переводчик. С 1997 по 2000 годы занимал пост поэта-лауреата, консультанта по поэзии в Библиотеке Конгресса США. Пински является автором девятнадцати книг, большинство из которых — сборники его собственных стихов. Его опубликованные работы также включают в себя критические переводы, в том числе сборники стихов Чеслава Милоша и Данте Алигьери. Сейчас он преподает в Бостонском Университете и является редактором журнала Slate.

## Биография
Роберт Пински родился 20 октября 1940 года в еврейской семье в Лонг-Бранче. Там же окончил среднюю школу англ. Long Branch High School. Получил степень бакалавра в Ратгерском Университете в Нью-Брансуик (Нью-Джерси), а позднее степени магистра и доктора в Стэнфордском университете, где он был стипендиатом программы Stegner Fellowship. Был учеником поэта и критика Ивора Винтерса в Стэнфорде.
В ранние годы Пински был вдохновлен потоком и напряженностью джаза и волнением, вызываемым им. Как бывший саксофонист, он говорил, что занятие музыкой было глубоко влиятельным опытом, который он пытался воспроизвести в своих стихах. Музыкальность поэзии всегда была чрезвычайно важной для его работы. В 1999 году в интервью журналу «Bomb» Пински рассказывал, что любит джаз за «физическую непосредственность, импровизации, а также ощущение страданий, исследования, мысли и чувства в одной фразе».
Вместо попытки донести единый и конкретный смысл своей работы, Пински ожидает, что его поэзия будет интерпретироваться в зависимости от субъективного взгляда каждого читателя. Поддерживая идею о том, что индивидуальность людей будет заполнять стихотворение, он сказал: «Поэзия, которую я люблю, написана для чьего-то голоса, и я считаю, что надлежащей кульминацией для неё является чтение голосом. И человеческий голос в этом смысле не механически воспроизводит или усиливает её; это фактически живое дыхание внутри тела — не обязательно повторное восприятие, не обязательно изложение эксперта или художника. Кто бы ни читал стихотворение, он становится верной средой для него».
Роберт Пински получил премию Национального Гуманитарного Фонда в 1974 году, а в 1997 году был назван поэтом-лауреатом, консультантом по поэзии в Библиотеке Конгресса США, впоследствии став первым поэтом, занимавшим эту должность три срока. Проживает в Кембридже (Массачусетс) и преподает в аспирантуре писательства Бостонского университета.
Как поэт-лауреат, Пинский основал проект «Любимое стихотворение», в котором тысячи американцев из разных штатов делятся друг с другом любимыми стихами. Пинский считает, что, вопреки стереотипу, поэзия имеет сильные позиции в американской культуре. Целью проекта было подтвердить это, дав голос американской аудитории поэзии.
В 2010 году Пински написал либретто для «Death and the Powers», новаторской оперы композитора Тода Маковера. Мировая премьера оперы состоялась в Монте-Карло в сентябре 2010 года, а премьера в США — в Бостонском театре англ. Cutler Majestic Theater в марте 2011 года.
Роберт Пински является автором интерактивной фантастической игры Mindwheel (1984), разработанной Software Synapse и выпущеной Brøderbund.
В 2002 году Пински был приглашенным актёром в эпизоде мультсериала Симпсоны — «Little Girl in the Big Ten», а в апреле 2007 года выступил в программе The Colbert Report как судья «Meta-Free-Phor-All» между Стивеном Кольбертом и Шоном Пенном.

## Работы

### CD
- PoemJazz (2012)

### Поэзия
- Sadness and Happiness (1975)
- An Explanation of America (1981)
- History of My Heart (1984)
- Dying (1984)
- The Want Bone (1990)
- Shirt (1990)
- The Figured Wheel: New and Collected Poems 1966—1996 (1996)
- «ABC» (1998)
- Jersey Rain (2000)
- Samurai Song (2001)
- Gulf Music: Poems (2007)
- Impossible to tell (…)

### Проза
- Landor’s Poetry (1968)
- The Situation of Poetry (1977)
- Poetry and the World Ecco Press, (1988) ISBN 978-0-88001-216-4
- The Sounds of Poetry (1998)
- Democracy, Culture, and the Voice of Poetry (2002)
- The Life of David (2006)
- Thousands of Broadways: Dreams and Nightmares of the American Small Town (2009)

### Либретто
- Death and the Powers, опера Тода Маковера (2010)

### Игры
- Mindwheel (1984)

### Переводы
- The Separate Notebooks by Czesław Miłosz, with Renata Gorczynski and Robert Hass (1984)
- The Inferno of Dante: A New Verse Translation (1995)

### Редактор
- Handbook of Heartbreak (1998)
- Americans' Favorite Poems: The Favorite Poem Project Anthology, with Maggie Dietz (1999)
- Poems to Read (2002)
- An Invitation to Poetry (2004)
- Essential Pleasures: A New Anthology of Poems to Read Aloud (2009)

## Награды и премии
- Премия PEN/Voelcker в 2004 году
- Поэт-лауреат, консультант по поэзии в Библиотеке Конгресса США (1997—2000)
- Премия Национального Гуманитарного Фонда (1974)
- Премия Saxifrage за Объяснение Америки (1980)
- Премия Уильяма Карлоса Уильямса Поэтического Сообщества Америки
- Номинант National Book Critics Circle Award в области критики за «Poetry and the World» (1988)
- Номинант Пулитцеровской премии в области поэзии за «Figured Wheel: New and Collected Poems» (1996)
- Премия Ambassador Book Award в области поэзии от Англоязычного Союза
- Lenore Marshall Poetry Prize за «The Figured Wheel: New and Collected Poems» (1997)
- Los Angeles Times Book Award за «The Inferno of Dante» (1994)
- Book-of-the-Month Editor’s Choice за «The Inferno of Dante» (1994)
- Academy of American Poets' Translation Award за «The Inferno of Dante» (1994)